# Lamiro e Lamo
Lamiro e Lamo (lat. Làmyrus e Lamus) sono due personaggi dell'Eneide, menzionati nel libro IX del poema.

## Il mito
Lamiro e Lamo sono due giovani italici che prendono parte alla guerra contro Enea e i suoi uomini sbarcati nel Lazio dopo la caduta di Troia. Entrambi fanno parte del contingente di Remo: quest'ultimo è uno dei quattordici condottieri scelti da Turno, il capo supremo dell'esercito, per l'assedio alla cittadella nemica. Ma Eurialo e Niso, due guerrieri troiani, escono di notte armati di spada dal campo troiano e penetrano in quello degli assedianti, che giacciono addormentati, facendone grande strage. Tra le vittime di Niso ci sono appunto Remo, Lamiro e Lamo, ai quali il troiano recide la testa con la spada; è decapitato anche Serrano - un altro combattente agli ordini di Remo - famoso per la bellezza del suo volto. La sorte cui vanno incontro Lamiro, Lamo e Serrano è resa nel testo dall'uso della locuzione nec non, composta da due negazioni ma avente valore affermativo (ossia "così come", "allo stesso modo"), che sottintende la forma verbale relinquit del verso 332, indicante l'allontanarsi del guerriero troiano dal busto di Remo rimasto sul letto intriso di sangue.
 " Sic memorat uocemque premit, simul ense superbum

Rhamnetem adgreditur, qui forte tapetibus altis

exstructus toto proflabat pectore somnum,

rex idem et regi Turno gratissimus augur,

sed non augurio potuit depellere pestem.

Tris iuxta famulos temere inter tela iacentis

armigerumque Remi premit aurigamque sub ipsis

nactus equis ferroque secat pendentia colla.

Tum caput ipsi aufert domino truncumque relinquit

sanguine singultantem; atro tepefacta cruore

terra torique madent. Nec non Lamyrumque Lamumque

et iuuenem Serranum, illa qui plurima nocte

luserat, insignis facie, multoque iacebat

membra deo uictus; felix, si protinus illum

aequasset nocti ludum in lucemque tulisset " 
(Virgilio, Eneide, libro IX, vv. 324-38)
 " Così dice, e frena la voce; ed assale con la spada

il superbo Ramnete, che su spessi tappeti

ammucchiati spirava sonno dal profondo del petto:

era re e augure, gratissimo al re Turno,

ma con l'augurio non poté allontanare da sé la rovina.

Vicino uccide tre servi che giacevano a caso

tra le armi, e lo scudiero di Remo; all'auriga trovato

sotto i cavalli col ferro squarcia il collo riverso;

poi decapita il loro padrone, e lascia il tronco

rantolante nel sangue; la terra e i giacigli s'intridono

caldi di nero umore. E anche Lamiro e Lamo,

e il giovane Serrano, che aveva giocato fino alla notte 

più tarda, bellissimo d'aspetto, giaceva con le membra vinte

dall'eccesso del dio. " 
(traduzione di Luca Canali)

## Interpretazione dell'episodio e realtà storica
" un valletto di Remo, e sotto a' suoi

destrier l'auriga trucidò: facea

col ferro a questo ciondolar la testa;

a Remo indi la spicca: il sangue a rivi

sgorga dal tronco. L'origlier, la terra

corrono sangue. Poi Lamiro e Lamo,

e 'l giovine Serrano. Era un vezzoso

garzon, che in gioco avea speso gran tempo

e briaco s'addormia " 
(traduzione di Stefano Stefani)
Un identico destino di morte accomuna due guerrieri dai nomi fortemente allitteranti tra loro (mentre un'altra allitterazione, Nec non, unisce in tal senso sia loro sia Serrano a Remo); in apparenza è uno di quei passi virgiliani in cui si avverte l'imprescindibilità del Fato che tutto sovrasta. Ma un esame più attento del testo porta il lettore in un'altra direzione. I versi 340-41 del libro IX affermano infatti che le vittime di Eurialo, a differenza di quelle di Niso, sono guerrieri senza fama. Si direbbe dunque che siano i nomi quasi identici a far di Lamiro e Lamo due personaggi in vista nell'esercito italico: non vi è però dietro alcun vincolo di parentela, perché Virgilio ne avrebbe fatto almeno un cenno, e men che meno ci sono elementi che possano suggerire un legame omoerotico. L'unica ipotesi veramente fondata sembra essere quella del rapporto di amicizia - o tutt'al più di simpatia reciproca - formatosi nel contesto bellico e rafforzato appunto dall'allitterazione legante i nomi. E proprio l'onomastica dei due giovani, sembra altresì volere dire il poeta, è destinata in qualche modo a conservarsi: in essa è contenuto infatti un collegamento alla futura gens Lamia.

## Varianti
- Nelle loro traduzioni Annibal Caro e Clemente Bondi deformano il nome Lamiro in "Tamiro": così anche le versioni in prosa di Italo Mario Palmarini (" Di poi spicca il capo allo stesso padrone e ne lascia il tronco sobbalzante nel sangue. Il terreno e i trepidi letti sono lordati dal torbido sangue. La stessa sorte tocca a Tamiro, a Lamo, a Serrano - giovane di bello aspetto - il quale aveva passato gran parte della notte a giuocare e ora se ne stava abbandonato e vinto dal molto vino bevuto ") e di Luigi Vaini e Vincenzo Caselli (" Dipoi spicca il capo all'istesso padrone , e ne lascia il tronco singhiozzante tra il sangue ; la terra ed i letti intiepiditi dal fosco umore, ne son bagnati, e la sorte stessa toglie di mezzo e Tamiro, e Lamo , e Serrano , giovane di bello aspetto, il quale giocato avea per la maggior parte di quella notte, e sen giacea vinto le membra dal molto vin tracannato  ").

### Fonti
- Virgilio, Eneide, libro IX.

### Traduzione delle fonti
- Virgilio, Eneide, traduzione di Luca Canali.
- Virgilio, Eneide, traduzione di Stefano Stefani.
- Virgilio, Eneide, traduzione in prosa di Italo Mario Palmarini.
- Virgilio, Eneide, traduzione in prosa di Luigi Vaini e Vincenzo Caselli.